# Peter Sandvang
Peter Sandvang (Hillerød, 24 juni 1968) is een professioneel Deens triatleet. Hij werd driemaal wereldkampioen triatlon op de lange afstand en eenmaal Europees kampioen triatlon op de lange afstand. Verder is hij zesentwintig maal Deens nationaal kampioen op verschillende triatlon-afstanden. Hij doet triatlons sinds 1988. 
Sandvang is getrouwd en heeft twee kinderen. 

## Titels
- Europees kampioen triatlon op de lange afstand - 1997
- Wereldkampioen triatlon op de lange afstand - 1999, 2000, 2001

## Belangrijke prestaties

### triatlon
- 1993: 30e WK olympische afstand in Manchester - 1:57.03
- 1995: 27e EK lange afstand in Stockholm - 1:50.59
- 1995: DNF Ironman Hawaï
- 1996: 6e WK lange afstand in Muncie - 3:50.35
- 1997:  EK lange afstand in Fredericia - 8:19.31
- 1997: 4e WK lange afstand in Nice - 5:43.08
- 1997:  Ironman New Zealand
- 1998:  WK lange afstand op Sado - 5:52.33
- 1998:  Ironman New Zealand - 8:46.01
- 1998: 12e Ironman Hawaï - 8:56.41
- 1999:  WK lange afstand in Säter - 6:22.01
- 1999: 10e Ironman Hawaï - 8:39.20
- 2000:  WK lange afstand in Nice - 6:22.01
- 2001:  WK lange afstand in Fredericia - 8:24.17
- 2001:  Ironman New Zealand - 8:25.49
- 2001: DNF Ironman Hawaï
- 2002: 9e WK lange afstand in Nice - 6:29.58
- 2002:  Ironman Lanzarote - 8:48.44
- 2002:  Ironman New Zealand
- 2002: DNF Ironman Hawaï